# Союз башкирской молодёжи
Союз башкирской молодёжи (баш. Башҡорт йәштәре иттифағы) — национальная общественная организация, созданная в целях самореализации башкирской молодёжи в общественной жизни Башкортостана, защиты её прав и свобод.

## История
- Баимов Р. Ш. (1987—1992) В этой статье не верно указан год создания СБМ. 1 Съезд состоялся с 1987г в  Доме культуры  Села Юлдыбаево  Организованным Рифом Рыскильдиным. Тут начало совершенно не соответствует истине. На общем собрании  народу было полный зал и даже в проходах. Там меня народ и выбрал первым председателем Союза Башкирской молодежи.. И если СБМ начать считать с Туйгунова А В то есть с 1992 года. То правильно меня поймите. Кто то целенаправленно вычеркнул целых 5 лет истории Башкортостана и молодежного движения.
- Туйгунов А. В. (1992—1995)

В первый раз, союз башкирской молодёжи заявил о себе весною 1990 года. 16 Мая 1990 г. учредительное собрание. 15 Сентября в газете «Ленинец» было опубликовано объявление Башкирских националистов, этой организации. Что «во всем мире слово "националист" не имеет отрицательной окраски и означает просто "патриот своей нации». 3 Ноября был проведён первый съезд организации. В первой половине 90х годов срывали флаг РСФСР, захватывали Уфимский телерадиоцентр, проводили много митингов. Пик политической их активности относится к концу 90х годов. В 1998 году они поддержали выдвижение Муртазы Рахимова на второй срок президентства, была разработана тактика и стратегия предвыборной кампании Рахимова на выборах. СБМ мобилизовал много башкирских студентов для политических акций. Потом политические акции исчезли из их арсенала, патриотические убеждения. Проявлялись не в политической форме, а в культурных мероприятиях, секциях, увлечением литературы, музыки, национальными инструментами.

## Общая характеристика
Штаб-квартира находится в Уфе. Высшим органом организации является Курултай (съезд) башкирской молодёжи. Между съездами руководство над работой организации осуществляется через Центральный Совет (Шуро) и из его состава избирается правление.
По состоянию 2010 года — в составе организации более 10 тысяч членов.
С 1991 года Союз башкирской молодёжи является членом Международной организации тюркской молодёжи, с 2005 года — Евразийского союза молодёжи, а с 2007 года — Республиканского движения молодёжи.
Организация имеет районные подразделения в Башкортостане, а также объединяет другие союзы башкирской молодёжи Оренбургской области (с 2002 года), Курганской области (с 2004 года), Саратовской области (с 2005 года), Челябинской области (с 2006 года), Самарской области (с 2007 года) и другие.
В уставе Союза башкирской молодёжи говорится о защите экономических, политических, юридических, социальных и других прав и национальных интересов башкирского народа, особенно его молодёжи.
Основные цели и задачи организации:
- возрождение языка, традиций и культуры башкирского народа;
- воспитание у молодёжи чувства патриотизма и любви к Родине;
- защита экономических, политических, социальных прав и интересов башкирского народа и его молодёжи;
- пропаганда здорового образ жизни, поощрение творчества и инициативы.

Союз башкирской молодёжи с 1991 года постоянно участвует в проведении Дней башкирской молодёжи. Союз принимает активное участие в организации:
- конкурса «Хылыукай» («Һылыуҡай», с 1992 года);
- Международного конкурса-фестиваля музыкального творчества тюркской молодёжи «Урал моңо» («Мелодии Урала», с 1993 года);
- Республиканского молодёжного фестиваля башкирской эстрады «Йәшлек-шоу» («Молодость-шоу»; с 1994 года);
- конкурса «Серле йондоҙҙар» («Волшебные звёзды», с 1999 года);
- КВНа на башкирском языке — «Шаяниум» (с 2001 года) и др.

Союз башкирской молодёжи участвует в Международных днях тюркской молодёжи, Международном фестивале молодёжи и студентов стран Азиатско-Тихоокеанского региона и др.

## Председатели СБМ
- Баимов Р. Ш. (1987—1992) В этой статье не верно указано год создания. 1 Съезд состоялся с 1987г в  Домк культуры  Села Юлдыбаево  Организованным Рифом Рыскильдиным. Тут начало совершенно не соответствует истине.
- Туйгунов А. В. (1992—1995)
- Ишсарин Р. Р. (1995—1997)
- Ахметшин Ф. Т. (1997—1999)
- Ишсарин Р. Р. (1999—2001)
- Лукманов Т. У. (2001—2003)
- Маликов Ф. А. (с 2003 года)
- Багаев Ф. М. (2010-2012)
- Кужахметова А. Ф. (2012-2014)
- Бикбулатов Г.Ф. (с 2014)